# انتخابات الرئاسة الكولومبية 1909
انتخابات الرئاسة الكولومبية 1909 هي الانتخابات الرئاسية التي جرت في 3 أغسطس 1909، في كولومبيا، فاز بالانتخابات رامون غونزاليس فالنسيا.